# 19424 Andrewsong
19424 Andrewsong è un asteroide della fascia principale. Scoperto nel 1998, presenta un'orbita caratterizzata da un semiasse maggiore pari a 2,5267174 UA e da un'eccentricità di 0,1023947, inclinata di 4,52965° rispetto all'eclittica.